# 鈴木秀生

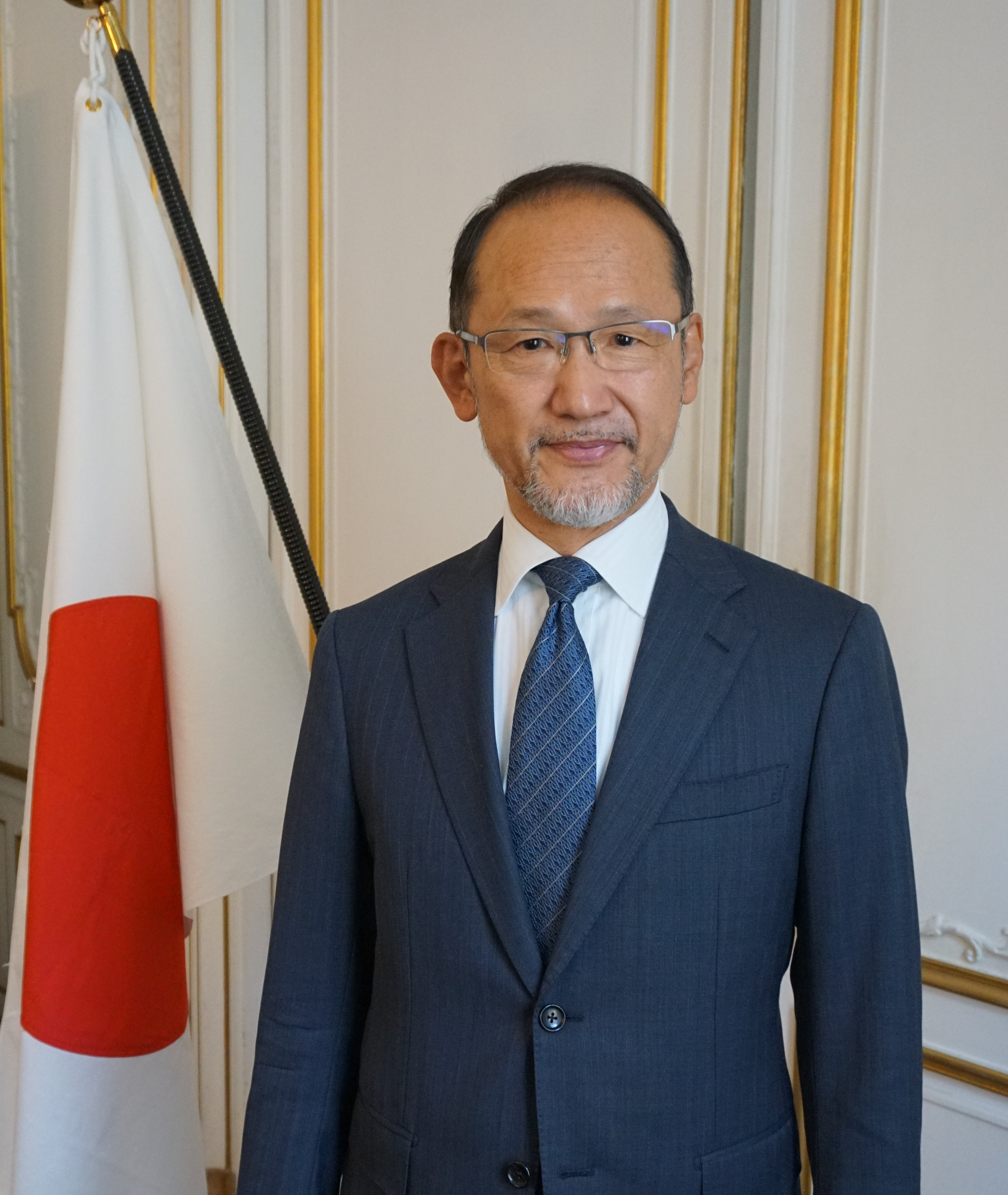
在チェコ日本国大使館ホームページより（2021年撮影）

鈴木 秀生（すずき ひでお、1963年〈昭和38年〉2月24日 - ）は、日本の外交官。
昭和60年に外務省に入省後、北米局参事官、在韓国日本大使館公使、地球規模課題審議官、国際協力局長、駐チェコ大使等を経て、令和6年から特命全権大使（広報外交担当兼国際保健担当、メコン協力担当）を務める。

## 人物
大阪府大阪市生まれ。
東京大学法学部第二類卒業（昭和60年3月）

## 略歴
- 昭和60年4月　外務省入省
- 平成11年7月　経済協力開発機構（OECD）日本政府代表部 一等書記官
- 平成14年1月　同代表部 参事官
- 平成14年5月　総合外交政策局総務課企画官
- 平成14年12月　総合外交政策局総務課主任企画官
- 平成16年8月　経済協力局無償資金協力課長
- 平成18年8月　欧州局政策課長
- 平成20年1月　在アメリカ合衆国日本国大使館 参事官
- 平成21年1月　在アメリカ合衆国日本国大使館 公使
- 平成23年8月　在ベトナム日本国大使館 公使
- 平成26年7月　北米局参事官（兼アジア大洋州局）
- 平成27年10月　在大韓民国日本国大使館 公使
- 平成29年7月　地球規模課題審議官（大使）
- 令和元年9月　国際協力局長
- 令和2年9月　駐チェコ特命全権大使
- 令和6年3月　特命全権大使（広報外交担当兼国際保健担当、メコン協力担当）[2]

## 同期
- 相木俊宏（21年タジキスタン大使）
- 磯俣秋男（24年スリランカ大使・21年アラブ首長国連邦大使）
- 市川とみ子（23年軍縮会議代表部大使）
- 伊藤恭子（23年チリ大使・20年エチオピア大使）
- 稲垣久生（23年トンガ大使）
- 大菅岳史（22年チュニジア大使・19年国連次席大使・18年外務報道官・17年アフリカ部長）
- 大森摂生（22年ボツワナ大使）
- 島田順二（21年メルボルン総領事）
- 清水信介（22年特命全権大使（アフリカ開発会議（TICAD）担当兼アフリカの角地域関連担当、国連安保理改革担当、安保理非常任理事国選挙担当）・18年チュニジア大使）
- 鈴木浩（22年インド大使・20年外務審議官・12年内閣総理大臣秘書官）
- 鈴木亮太郎（21年アイスランド大使）
- 滝崎成樹（20年内閣官房副長官補・19年アジア大洋州局長）
- 竹内一之（22年ザンビア大使）
- 垂秀夫（20年中国大使・19年官房長）
- 中前隆博（22年スペイン大使・19年アルゼンチン大使・17年中南米局長）
- 橋本尚文（22年特命全権大使（人権担当兼国際平和貢献担当）・20沖縄大使・18年イラク大使）
- 福島秀夫（21年パナマ大使・18年ヒューストン総領事）
- 前田徹（21年ブルネイ大使）
- 三澤康（25年関西担当大使・22年タンザニア大使）
- 水嶋光一（21年イスラエル大使・19年領事局長）
- 水越英明（24年スウェーデン大使・21年スリランカ大使・20年国際情報統括官）
- 武藤顕（23年ロシア大使・22年外務省研修所長）
- 森美樹夫（23年ニューヨーク総領事・21年領事局長）
- 山元毅（23年ペルー大使・19年グアテマラ大使・17年東京都外務長）

## その他
外務省アジア局東南アジア一課の総務班班長補佐時代には電話ではフランス語で喋りながら、パソコンには英語で打つということもしていた。